# 中國維權律師關注組
中國維權律師關注組（英語：China Human Rights Lawyers Concern Group）是一個關注中國大陸維權律師的民間組織，成立於2007年1月20日，主要由香港法律界人士及立法會議員組成，支持為弱勢社群維護權益而遭受政治打壓及威脅的中國大陆維權律師及法律工作者，例如陳光誠，高智晟等，推動中國大陆走向公平公正的法治社會。前任主席為何俊仁，現任副主席劉慧卿，營運經費由何鴻卿爵士捐助。劉慧卿表示，關注組並非針對北京當局的對抗性組織，目的是改善中國内地人權和法制。
2021年8月，國安處要求中國維權律師關注組提交資料。2021年9月13日，何俊仁發表聲明，宣布辭任維權律師關注組所有職務，並退出維權律師關注組。2021年9月21日，中國維權律師關注組決定在當月內解散，關注組董事也將辭任。

## 與台灣法律界合作
中國維權律師關注組與台灣法律界、人權界合作，包括台北律師公會、民間司法改革基金會、台灣人權促進會、台灣關懷中國人權聯盟。諸如台北律師公會從2008年起啟動「兩岸維權律師交流互訪計畫」，共同邀請知名中國大陆維權律師訪台，交流中國大陸、香港、台灣兩岸三地司法改革及人權保護歷程；並合辦研討會關注維權律師處境。

## 外部連結
- 《劍與盾：中國維權律師（页面存档备份，存于）》中文版書籍，公開線上閱讀（页面存档备份，存于）。（英文版《A Sword and A Shield: China’s Human Rights Lawyers（页面存档备份，存于）》，公開線上閱讀（页面存档备份，存于））